# 苏州申龙
申龙电梯股份有限公司，是一家位于中国江苏省苏州市的电梯制造企业。主要市场为中国大陆，同时也进入俄罗斯、澳大利亚、马来西亚等市场，特点是價格十分低廉，因而具有市場優勢。

## 概要
申龙成立于1992年，主要制造乘客用电梯设备，并同时设计电梯和提供安装的服务。曾被颁发“江苏省高新技术企业”和“江苏省明星企业”的称号。现任董事长、实际控制人及控股股东袁华山，出生于1963年，其共持股54.42%，直接持有的为12777.576万股，占49.92%。现任总工程师张建忠于2014年10月20日任职，1989年大连理工大学毕业，后进入北京清华大学硕士班学习。此外，“申龙杯”是申龙企业内篮球赛事，共举行多次。
申龙的特点之一是价格优势，受到预算有限的地产商、商业公司以及公共服务事业公司的青睐，例如申龙出售的单组客运电梯一般在12万元左右，而其他公司则为20-40万元。但是同时，价格优势的另一面则是申龙在技术研发方面的投入、技术人员比例则低于电梯制造业界的平均水平。人民日报电子版的人民网在2015年7月31日报道，申龙的专利数量明显少于同在江苏省的其他三家电梯制造企业。申龙的首次招股书显示，申龙电梯及其全资子公司吴江全胜机电共拥有107项专利，包括11项发明专利、86项实用新型及10项外观设计。而2014年，江南嘉捷拥有授权专利646项和发明专利90项。康力电梯则拥有498项专利，其中发明专利22项、实用新型专利468项以及外观设计专利8项。
2019年3月，中国中车集团下属中车城市交通有限公司宣布收购申龙电梯51%的股份，成为其控股股东。

## 首次公开募股
申龙在2014年5月23日向证监会报送IPO申报稿，今年7月2日，通过了证监会发审委的审核，递交的招股说明书显示2014年申龙共销售电梯整机8816台。而不久后的7月26日发生了不良性安全事故，产品面临被勒令召回，被媒体发现诸多经营问题甚至包括招股说明书内未提及申龙电梯曾发生过的安全问题，所以申龙的IPO将会遇到极大地阻力。

## 不良性事故
申龙电梯曾多次出现故障，其中在2011－2015年间曾发生过5次重大故障。2015年7月26日，一名带着幼儿的30岁女子在安良百货商场购物期间，因电梯与楼面连接的迎宾踏板松动，被卷入电梯内，后被救援人员救出后不治身亡。湖北荆州电梯事故调查报告于29日发布，初步认定电梯制造商申龙电梯股份有限公司存在有盖板结构设计不合理（容易松动和翘起）、3块盖板尺寸与图纸不符（申龙提供图纸中连接处槽设计为22毫米，而实际尺寸只有20毫米，这会导致盖板的移动）、出厂产品零部件质量品控不佳等问题，对此次事故应负主要责任。同天，申龙电梯在官方网站上发布公告，认定在生产中产品为合格。更有媒体通过调查发现，申龙有外购外协占主营成本七成、分公司曾涉不规范运营、事故发生地所处的湖北地区的分公司曾遭遇过税务部门行政处罚，IPO招股书对事故屡次曝光只字不提等诸多问题。